# 1757
Portal Geschichte | Portal Biografien | Aktuelle Ereignisse | Jahreskalender | Tagesartikel

◄ |
17. Jahrhundert |
18. Jahrhundert
| 19. Jahrhundert | ►

◄ |
1720er |
1730er |
1740er |
1750er
| 1760er | 1770er | 1780er | ►

◄◄ |
◄ |
1753 |
1754 |
1755 |
1756 |
1757
| 1758 | 1759 | 1760 | 1761 | ► | ►►
Staatsoberhäupter  · Nekrolog · Kunstjahr  · Musikjahr
| Januar | Januar | Januar | Januar | Januar | Januar | Januar | Januar |
| Kw     | Mo     | Di     | Mi     | Do     | Fr     | Sa     | So     |
| ------ | ------ | ------ | ------ | ------ | ------ | ------ | ------ |
| 53     |        |        |        |        |        | 1      | 2      |
| 1      | 3      | 4      | 5      | 6      | 7      | 8      | 9      |
| 2      | 10     | 11     | 12     | 13     | 14     | 15     | 16     |
| 3      | 17     | 18     | 19     | 20     | 21     | 22     | 23     |
| 4      | 24     | 25     | 26     | 27     | 28     | 29     | 30     |
| 5      | 31     |        |        |        |        |        |        |

| Februar | Februar | Februar | Februar | Februar | Februar | Februar | Februar |
| Kw      | Mo      | Di      | Mi      | Do      | Fr      | Sa      | So      |
| ------- | ------- | ------- | ------- | ------- | ------- | ------- | ------- |
| 5       |         | 1       | 2       | 3       | 4       | 5       | 6       |
| 6       | 7       | 8       | 9       | 10      | 11      | 12      | 13      |
| 7       | 14      | 15      | 16      | 17      | 18      | 19      | 20      |
| 8       | 21      | 22      | 23      | 24      | 25      | 26      | 27      |
| 9       | 28      |         |         |         |         |         |         |

| März | März | März | März | März | März | März | März |
| Kw   | Mo   | Di   | Mi   | Do   | Fr   | Sa   | So   |
| ---- | ---- | ---- | ---- | ---- | ---- | ---- | ---- |
| 9    |      | 1    | 2    | 3    | 4    | 5    | 6    |
| 10   | 7    | 8    | 9    | 10   | 11   | 12   | 13   |
| 11   | 14   | 15   | 16   | 17   | 18   | 19   | 20   |
| 12   | 21   | 22   | 23   | 24   | 25   | 26   | 27   |
| 13   | 28   | 29   | 30   | 31   |      |      |      |

| April | April | April | April | April | April | April | April |
| Kw    | Mo    | Di    | Mi    | Do    | Fr    | Sa    | So    |
| ----- | ----- | ----- | ----- | ----- | ----- | ----- | ----- |
| 13    |       |       |       |       | 1     | 2     | 3     |
| 14    | 4     | 5     | 6     | 7     | 8     | 9     | 10    |
| 15    | 11    | 12    | 13    | 14    | 15    | 16    | 17    |
| 16    | 18    | 19    | 20    | 21    | 22    | 23    | 24    |
| 17    | 25    | 26    | 27    | 28    | 29    | 30    |       |

| Mai | Mai | Mai | Mai | Mai | Mai | Mai | Mai |
| Kw  | Mo  | Di  | Mi  | Do  | Fr  | Sa  | So  |
| --- | --- | --- | --- | --- | --- | --- | --- |
| 17  |     |     |     |     |     |     | 1   |
| 18  | 2   | 3   | 4   | 5   | 6   | 7   | 8   |
| 19  | 9   | 10  | 11  | 12  | 13  | 14  | 15  |
| 20  | 16  | 17  | 18  | 19  | 20  | 21  | 22  |
| 21  | 23  | 24  | 25  | 26  | 27  | 28  | 29  |
| 22  | 30  | 31  |     |     |     |     |     |

| Juni | Juni | Juni | Juni | Juni | Juni | Juni | Juni |
| Kw   | Mo   | Di   | Mi   | Do   | Fr   | Sa   | So   |
| ---- | ---- | ---- | ---- | ---- | ---- | ---- | ---- |
| 22   |      |      | 1    | 2    | 3    | 4    | 5    |
| 23   | 6    | 7    | 8    | 9    | 10   | 11   | 12   |
| 24   | 13   | 14   | 15   | 16   | 17   | 18   | 19   |
| 25   | 20   | 21   | 22   | 23   | 24   | 25   | 26   |
| 26   | 27   | 28   | 29   | 30   |      |      |      |

| Juli | Juli | Juli | Juli | Juli | Juli | Juli | Juli |
| Kw   | Mo   | Di   | Mi   | Do   | Fr   | Sa   | So   |
| ---- | ---- | ---- | ---- | ---- | ---- | ---- | ---- |
| 26   |      |      |      |      | 1    | 2    | 3    |
| 27   | 4    | 5    | 6    | 7    | 8    | 9    | 10   |
| 28   | 11   | 12   | 13   | 14   | 15   | 16   | 17   |
| 29   | 18   | 19   | 20   | 21   | 22   | 23   | 24   |
| 30   | 25   | 26   | 27   | 28   | 29   | 30   | 31   |

| August | August | August | August | August | August | August | August |
| Kw     | Mo     | Di     | Mi     | Do     | Fr     | Sa     | So     |
| ------ | ------ | ------ | ------ | ------ | ------ | ------ | ------ |
| 31     | 1      | 2      | 3      | 4      | 5      | 6      | 7      |
| 32     | 8      | 9      | 10     | 11     | 12     | 13     | 14     |
| 33     | 15     | 16     | 17     | 18     | 19     | 20     | 21     |
| 34     | 22     | 23     | 24     | 25     | 26     | 27     | 28     |
| 35     | 29     | 30     | 31     |        |        |        |        |

| September | September | September | September | September | September | September | September |
| Kw        | Mo        | Di        | Mi        | Do        | Fr        | Sa        | So        |
| --------- | --------- | --------- | --------- | --------- | --------- | --------- | --------- |
| 35        |           |           |           | 1         | 2         | 3         | 4         |
| 36        | 5         | 6         | 7         | 8         | 9         | 10        | 11        |
| 37        | 12        | 13        | 14        | 15        | 16        | 17        | 18        |
| 38        | 19        | 20        | 21        | 22        | 23        | 24        | 25        |
| 39        | 26        | 27        | 28        | 29        | 30        |           |           |

| Oktober | Oktober | Oktober | Oktober | Oktober | Oktober | Oktober | Oktober |
| Kw      | Mo      | Di      | Mi      | Do      | Fr      | Sa      | So      |
| ------- | ------- | ------- | ------- | ------- | ------- | ------- | ------- |
| 39      |         |         |         |         |         | 1       | 2       |
| 40      | 3       | 4       | 5       | 6       | 7       | 8       | 9       |
| 41      | 10      | 11      | 12      | 13      | 14      | 15      | 16      |
| 42      | 17      | 18      | 19      | 20      | 21      | 22      | 23      |
| 43      | 24      | 25      | 26      | 27      | 28      | 29      | 30      |
| 44      | 31      |         |         |         |         |         |         |

| November | November | November | November | November | November | November | November |
| Kw       | Mo       | Di       | Mi       | Do       | Fr       | Sa       | So       |
| -------- | -------- | -------- | -------- | -------- | -------- | -------- | -------- |
| 44       |          | 1        | 2        | 3        | 4        | 5        | 6        |
| 45       | 7        | 8        | 9        | 10       | 11       | 12       | 13       |
| 46       | 14       | 15       | 16       | 17       | 18       | 19       | 20       |
| 47       | 21       | 22       | 23       | 24       | 25       | 26       | 27       |
| 48       | 28       | 29       | 30       |          |          |          |          |

| Dezember | Dezember | Dezember | Dezember | Dezember | Dezember | Dezember | Dezember |
| Kw       | Mo       | Di       | Mi       | Do       | Fr       | Sa       | So       |
| -------- | -------- | -------- | -------- | -------- | -------- | -------- | -------- |
| 48       |          |          |          | 1        | 2        | 3        | 4        |
| 49       | 5        | 6        | 7        | 8        | 9        | 10       | 11       |
| 50       | 12       | 13       | 14       | 15       | 16       | 17       | 18       |
| 51       | 19       | 20       | 21       | 22       | 23       | 24       | 25       |
| 52       | 26       | 27       | 28       | 29       | 30       | 31       |          |

| Januar | Januar | Januar | Januar | Januar | Januar | Januar | Januar |
| Kw     | Mo     | Di     | Mi     | Do     | Fr     | Sa     | So     |
| ------ | ------ | ------ | ------ | ------ | ------ | ------ | ------ |
| 53     |        |        |        |        |        | 1      | 2      |
| 1      | 3      | 4      | 5      | 6      | 7      | 8      | 9      |
| 2      | 10     | 11     | 12     | 13     | 14     | 15     | 16     |
| 3      | 17     | 18     | 19     | 20     | 21     | 22     | 23     |
| 4      | 24     | 25     | 26     | 27     | 28     | 29     | 30     |
| 5      | 31     |        |        |        |        |        |        |

| Februar | Februar | Februar | Februar | Februar | Februar | Februar | Februar |
| Kw      | Mo      | Di      | Mi      | Do      | Fr      | Sa      | So      |
| ------- | ------- | ------- | ------- | ------- | ------- | ------- | ------- |
| 5       |         | 1       | 2       | 3       | 4       | 5       | 6       |
| 6       | 7       | 8       | 9       | 10      | 11      | 12      | 13      |
| 7       | 14      | 15      | 16      | 17      | 18      | 19      | 20      |
| 8       | 21      | 22      | 23      | 24      | 25      | 26      | 27      |
| 9       | 28      |         |         |         |         |         |         |

| März | März | März | März | März | März | März | März |
| Kw   | Mo   | Di   | Mi   | Do   | Fr   | Sa   | So   |
| ---- | ---- | ---- | ---- | ---- | ---- | ---- | ---- |
| 9    |      | 1    | 2    | 3    | 4    | 5    | 6    |
| 10   | 7    | 8    | 9    | 10   | 11   | 12   | 13   |
| 11   | 14   | 15   | 16   | 17   | 18   | 19   | 20   |
| 12   | 21   | 22   | 23   | 24   | 25   | 26   | 27   |
| 13   | 28   | 29   | 30   | 31   |      |      |      |

| April | April | April | April | April | April | April | April |
| Kw    | Mo    | Di    | Mi    | Do    | Fr    | Sa    | So    |
| ----- | ----- | ----- | ----- | ----- | ----- | ----- | ----- |
| 13    |       |       |       |       | 1     | 2     | 3     |
| 14    | 4     | 5     | 6     | 7     | 8     | 9     | 10    |
| 15    | 11    | 12    | 13    | 14    | 15    | 16    | 17    |
| 16    | 18    | 19    | 20    | 21    | 22    | 23    | 24    |
| 17    | 25    | 26    | 27    | 28    | 29    | 30    |       |

| Mai | Mai | Mai | Mai | Mai | Mai | Mai | Mai |
| Kw  | Mo  | Di  | Mi  | Do  | Fr  | Sa  | So  |
| --- | --- | --- | --- | --- | --- | --- | --- |
| 17  |     |     |     |     |     |     | 1   |
| 18  | 2   | 3   | 4   | 5   | 6   | 7   | 8   |
| 19  | 9   | 10  | 11  | 12  | 13  | 14  | 15  |
| 20  | 16  | 17  | 18  | 19  | 20  | 21  | 22  |
| 21  | 23  | 24  | 25  | 26  | 27  | 28  | 29  |
| 22  | 30  | 31  |     |     |     |     |     |

| Juni | Juni | Juni | Juni | Juni | Juni | Juni | Juni |
| Kw   | Mo   | Di   | Mi   | Do   | Fr   | Sa   | So   |
| ---- | ---- | ---- | ---- | ---- | ---- | ---- | ---- |
| 22   |      |      | 1    | 2    | 3    | 4    | 5    |
| 23   | 6    | 7    | 8    | 9    | 10   | 11   | 12   |
| 24   | 13   | 14   | 15   | 16   | 17   | 18   | 19   |
| 25   | 20   | 21   | 22   | 23   | 24   | 25   | 26   |
| 26   | 27   | 28   | 29   | 30   |      |      |      |

| Juli | Juli | Juli | Juli | Juli | Juli | Juli | Juli |
| Kw   | Mo   | Di   | Mi   | Do   | Fr   | Sa   | So   |
| ---- | ---- | ---- | ---- | ---- | ---- | ---- | ---- |
| 26   |      |      |      |      | 1    | 2    | 3    |
| 27   | 4    | 5    | 6    | 7    | 8    | 9    | 10   |
| 28   | 11   | 12   | 13   | 14   | 15   | 16   | 17   |
| 29   | 18   | 19   | 20   | 21   | 22   | 23   | 24   |
| 30   | 25   | 26   | 27   | 28   | 29   | 30   | 31   |

| August | August | August | August | August | August | August | August |
| Kw     | Mo     | Di     | Mi     | Do     | Fr     | Sa     | So     |
| ------ | ------ | ------ | ------ | ------ | ------ | ------ | ------ |
| 31     | 1      | 2      | 3      | 4      | 5      | 6      | 7      |
| 32     | 8      | 9      | 10     | 11     | 12     | 13     | 14     |
| 33     | 15     | 16     | 17     | 18     | 19     | 20     | 21     |
| 34     | 22     | 23     | 24     | 25     | 26     | 27     | 28     |
| 35     | 29     | 30     | 31     |        |        |        |        |

| September | September | September | September | September | September | September | September |
| Kw        | Mo        | Di        | Mi        | Do        | Fr        | Sa        | So        |
| --------- | --------- | --------- | --------- | --------- | --------- | --------- | --------- |
| 35        |           |           |           | 1         | 2         | 3         | 4         |
| 36        | 5         | 6         | 7         | 8         | 9         | 10        | 11        |
| 37        | 12        | 13        | 14        | 15        | 16        | 17        | 18        |
| 38        | 19        | 20        | 21        | 22        | 23        | 24        | 25        |
| 39        | 26        | 27        | 28        | 29        | 30        |           |           |

| Oktober | Oktober | Oktober | Oktober | Oktober | Oktober | Oktober | Oktober |
| Kw      | Mo      | Di      | Mi      | Do      | Fr      | Sa      | So      |
| ------- | ------- | ------- | ------- | ------- | ------- | ------- | ------- |
| 39      |         |         |         |         |         | 1       | 2       |
| 40      | 3       | 4       | 5       | 6       | 7       | 8       | 9       |
| 41      | 10      | 11      | 12      | 13      | 14      | 15      | 16      |
| 42      | 17      | 18      | 19      | 20      | 21      | 22      | 23      |
| 43      | 24      | 25      | 26      | 27      | 28      | 29      | 30      |
| 44      | 31      |         |         |         |         |         |         |

| November | November | November | November | November | November | November | November |
| Kw       | Mo       | Di       | Mi       | Do       | Fr       | Sa       | So       |
| -------- | -------- | -------- | -------- | -------- | -------- | -------- | -------- |
| 44       |          | 1        | 2        | 3        | 4        | 5        | 6        |
| 45       | 7        | 8        | 9        | 10       | 11       | 12       | 13       |
| 46       | 14       | 15       | 16       | 17       | 18       | 19       | 20       |
| 47       | 21       | 22       | 23       | 24       | 25       | 26       | 27       |
| 48       | 28       | 29       | 30       |          |          |          |          |

| Dezember | Dezember | Dezember | Dezember | Dezember | Dezember | Dezember | Dezember |
| Kw       | Mo       | Di       | Mi       | Do       | Fr       | Sa       | So       |
| -------- | -------- | -------- | -------- | -------- | -------- | -------- | -------- |
| 48       |          |          |          | 1        | 2        | 3        | 4        |
| 49       | 5        | 6        | 7        | 8        | 9        | 10       | 11       |
| 50       | 12       | 13       | 14       | 15       | 16       | 17       | 18       |
| 51       | 19       | 20       | 21       | 22       | 23       | 24       | 25       |
| 52       | 26       | 27       | 28       | 29       | 30       | 31       |          |

## Ereignisse

### Politik und Weltgeschehen

#### Frankreich

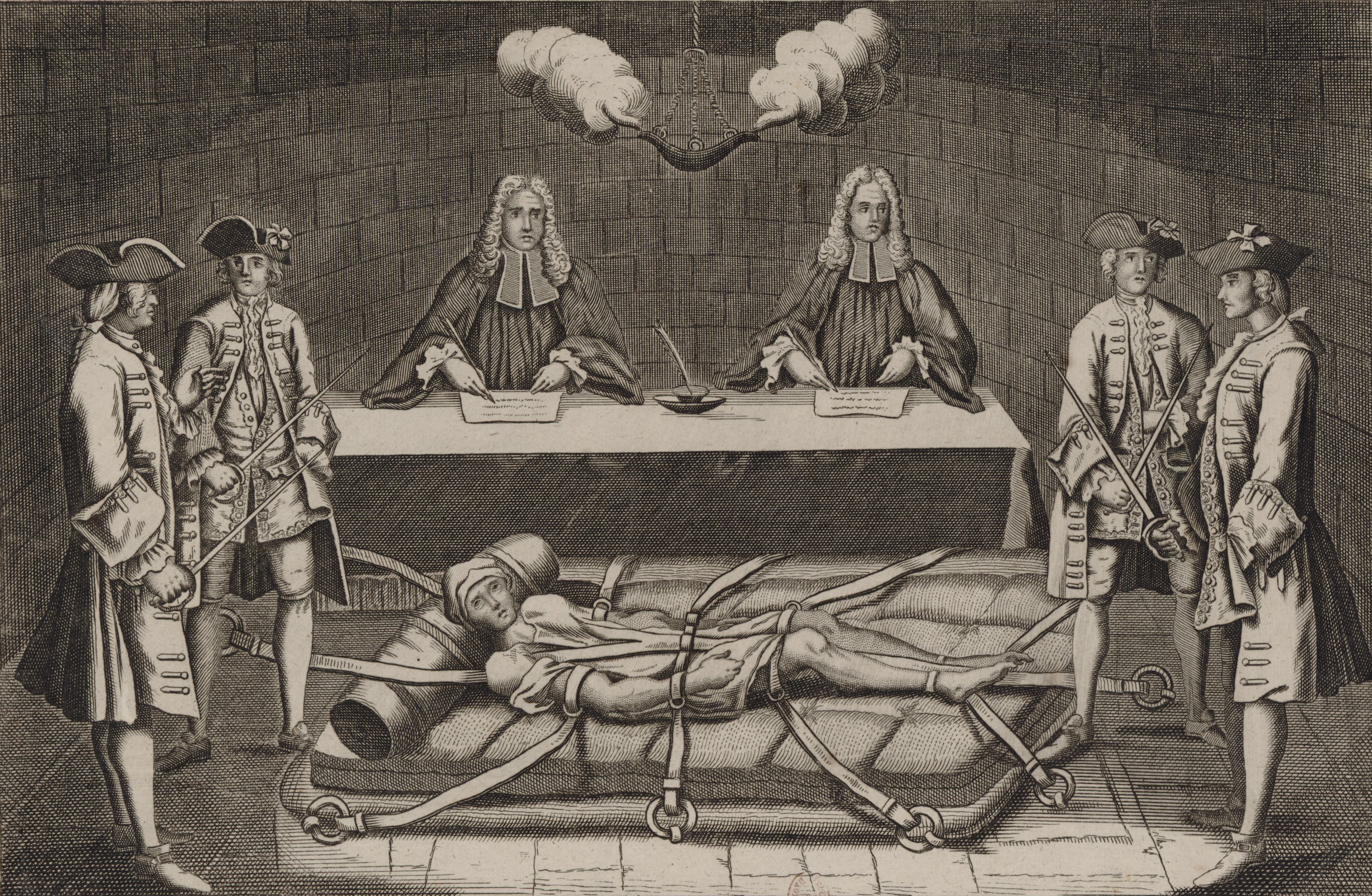
Damiens vor seinen Richtern im Châtelet am 2. März

- 5. Januar: In Paris versucht Robert François Damiens König Ludwig XV. niederzustechen, wobei er ihm nur leichte Wunden zufügt. Der Attentäter versucht nicht zu fliehen und wird sofort überwältigt. Er wird in der Conciergerie eingekerkert. Hier wird er über die nächsten Wochen schwer gefoltert, um etwaige Mitverschwörer zu finden.
- 28. März: Damiens wird wegen Regizids durch Vierteilung nach Folter hingerichtet. Es handelt sich um die erste Hinrichtung des Scharfrichters Charles Henri Sanson, der dabei seinem Onkel assistiert. Nach Damiens Tod wird gemäß der Gesetzesvorschrift für Königsattentäter sein Haus niedergerissen, der Platz eingeebnet und dort ein Bauverbot verhängt. Seine direkten Verwandten müssen ihren Namen ändern und werden bei Androhung der Todesstrafe des Königreichs verwiesen.

#### Siebenjähriger Krieg in Europa
- 5. Januar: Die Preußen verhaften in Leipzig 50 bis 60 Kaufleute und sperren sie ins Rathaus ein, um eine verlangte Geldsumme einzufordern.
- 17. Januar: Gegen Preußen wird der Reichskrieg erklärt, da König Friedrich II. mit dem Angriff auf Sachsen Reichsfriedensbruch begangen habe.
- 22. Januar: Russland und Österreich schließen einen Allianzvertrag gegen Preußen im Siebenjährigen Krieg.

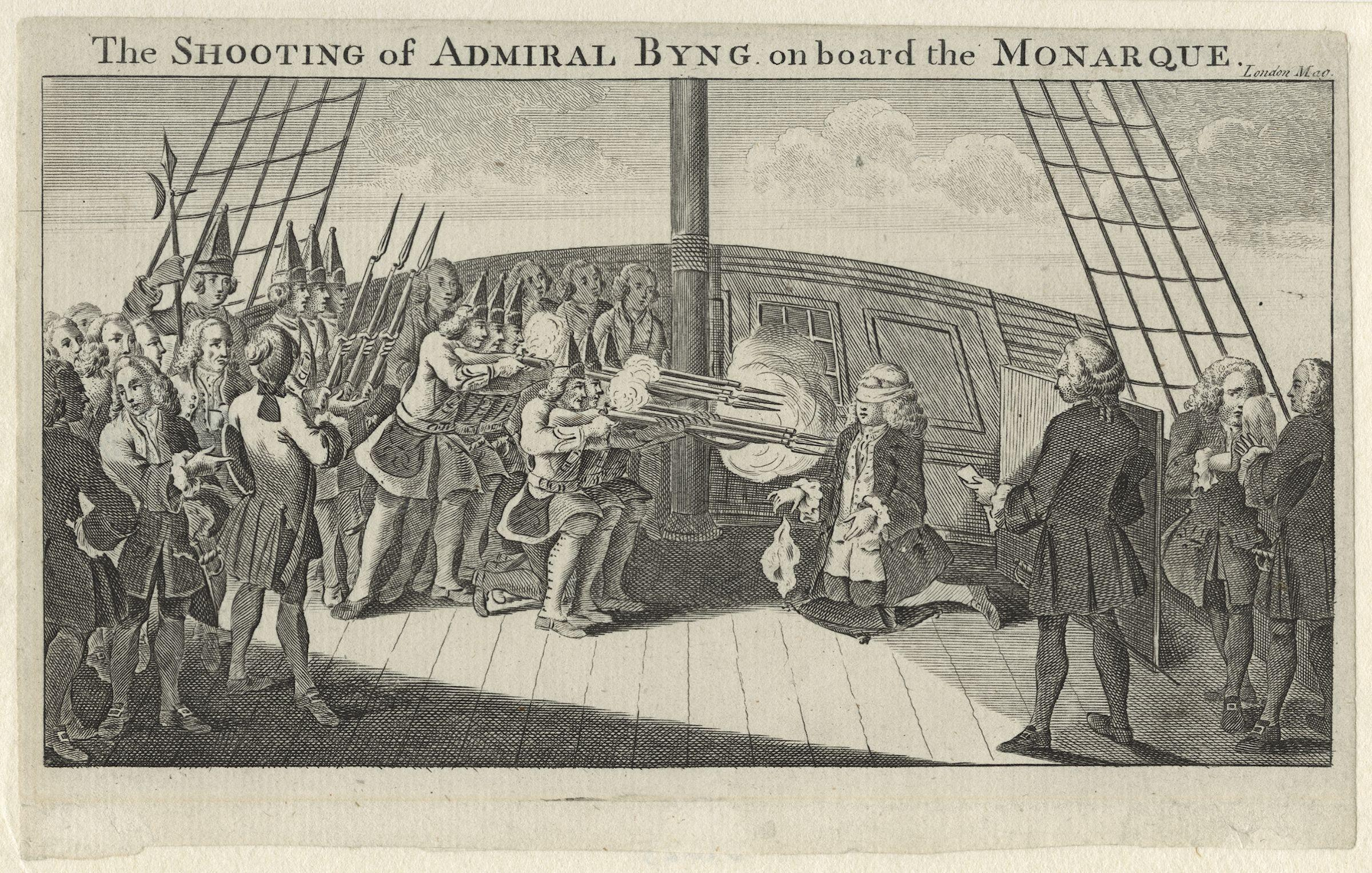
Die Erschießung von Admiral Byng

- 14. März: In Portsmouth wird der britische Admiral John Byng nach einem Todesurteil von einem Peloton an Bord der HMS Monarch erschossen. Die Entscheidung des Kriegsgerichts, er habe die geltenden Fighting Instructions nicht eingehalten, ist umstritten.
- 19. März: Der preußische General Hans Karl von Winterfeldt schlägt vor, gegen Königgrätz und Pardubitz vorzugehen.
- 30. März: In Schwerin wird ein preußischer Kriegsrat durch General Hans Karl von Winterfeldt und Oberst Johann Wilhelm von der Goltz gehalten.
- 21. April: Im Gefecht bei Reichenberg besiegen die in Böhmen eingefallenen Preußen die österreichische Armee.
- 1. Mai: Der zweite Vertrag von Versailles der Bündnispartner Frankreich und Österreich ist eine Reaktion auf den von Friedrich dem Großen ausgelösten dritten Schlesischen Krieg und zielt auf eine Zerschlagung Preußens ab.

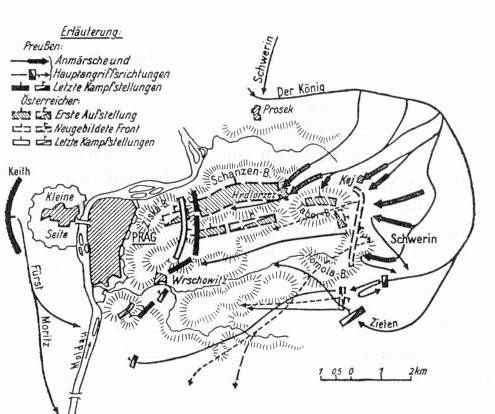
Schlacht bei Prag

- 6. Mai: In der Schlacht bei Prag treffen die Heere Friedrichs des Großen und Karl Alexanders von Lothringen aufeinander. Die Preußen besiegen die österreichischen Einheiten.

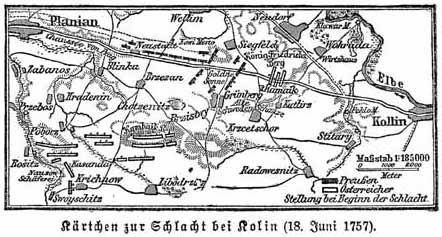
Schlacht bei Kolin

- 18. Juni: Ein österreichisches Entsatzheer besiegt in der Schlacht von Kolin preußische Truppen, was zum Abbruch der Belagerung Prags und dem preußischen Rückzug aus Böhmen führt. Im Zusammenhang mit dem Sieg stiftet die österreichische Regentin den Militär-Maria-Theresien-Orden.
- 23. Juli: Die bis dahin nach Leipzig zweitbedeutendste sächsische Stadt Zittau wird durch ein mehrstündiges Bombardement der verbündeten Österreicher zu über drei Vierteln zerstört (darunter die Hauptkirche zu St. Johannis mit der neuen Orgel von Gottfried Silbermann), da sich innerhalb der Mauern ein Teil der sogenannten Kleinen preußischen Armee verschanzt hatte, um einige Vorräte zu sichern. Trotz einer beispiellosen europaweiten Spendenaktion wird sich die Stadt nie wieder von dieser Katastrophe gänzlich erholen.
- 26. Juli: Wilhelm August, Herzog von Cumberland wird in der Schlacht bei Hastenbeck geschlagen und stimmt im Kloster Zeven der Auflösung seines Heeres zu.
- 30. August: In der Schlacht bei Groß-Jägersdorf besiegten die Russen ein kleines preußisches Heer von 30.000 Mann. Der Weg nach Berlin ist offen, doch der Vormarsch scheitert an der mangelhaften russischen Logistik.
- September: Eine schwedische Armee landet im unter Stockholms Herrschaft stehenden Teil Vorpommerns und bedroht von dort aus preußisches Territorium in Pommern und Brandenburg. Ein nach dem russischen Rückzug aus Ostpreußen abkommandierter Verband kann das Vordringen der Schweden jedoch unterbinden.
- 7. September: In der Schlacht bei Moys schlagen die Preußen einen Angriff der Österreicher zurück.
- 10. September: In der Konvention von Kloster Zeven erklärt der Herzog von Cumberland seine Neutralität gegenüber Frankreich im Siebenjährigen Krieg.
- 27. September: Französische Truppen unter Louis François Armand de Vignerot du Plessis dringen in das preußische Fürstentum Halberstadt ein.
- Im Oktober wird auf Befehl Friedrich II. das sich im Besitz seines Gegenspielers Heinrich von Brühl befindliche Rittergut Grochwitz geplündert.
- 16. Oktober: Mit dem sogenannten Berliner Husarenstreich wird die preußische Hauptstadt durch den k.u.k Husaren Andreas Hadik von Futak für einen Tag erobert.

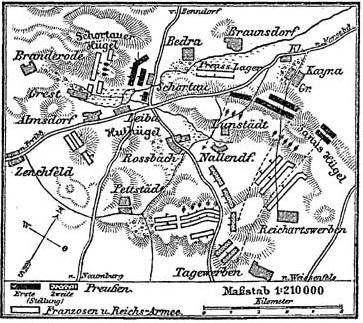
Schlacht bei Roßbach

- 5. November: Friedrich II. fügt der Reichsarmee und den Franzosen in der Schlacht bei Roßbach eine vernichtende Niederlage bei.
- 22. November: Die Schlacht bei Breslau gewinnt das österreichische Heer mit Prinz Karl Alexander von Lothringen an der Spitze. Drei Tage später kapitulieren die preußischen Einheiten unter dem Herzog August Wilhelm von Braunschweig-Bevern, bei denen viele zum Militärdienst gepresste Soldaten flüchten.

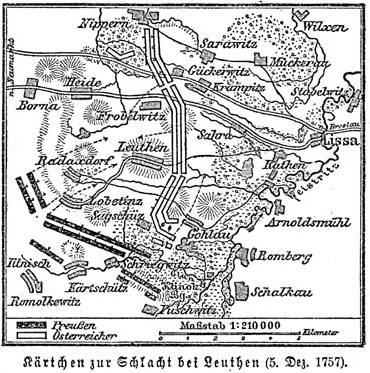
Schlacht bei Leuthen

- 5. Dezember: Friedrich II. schlägt in der Schlacht bei Leuthen die österreichische Hauptarmee und schließt damit die Rückeroberung von Schlesien ab. Letztmals kommt in der Schlacht die Schiefe Schlachtordnung als militärische Taktik zum Einsatz.

#### Der Krieg an Kolonialschauplätzen

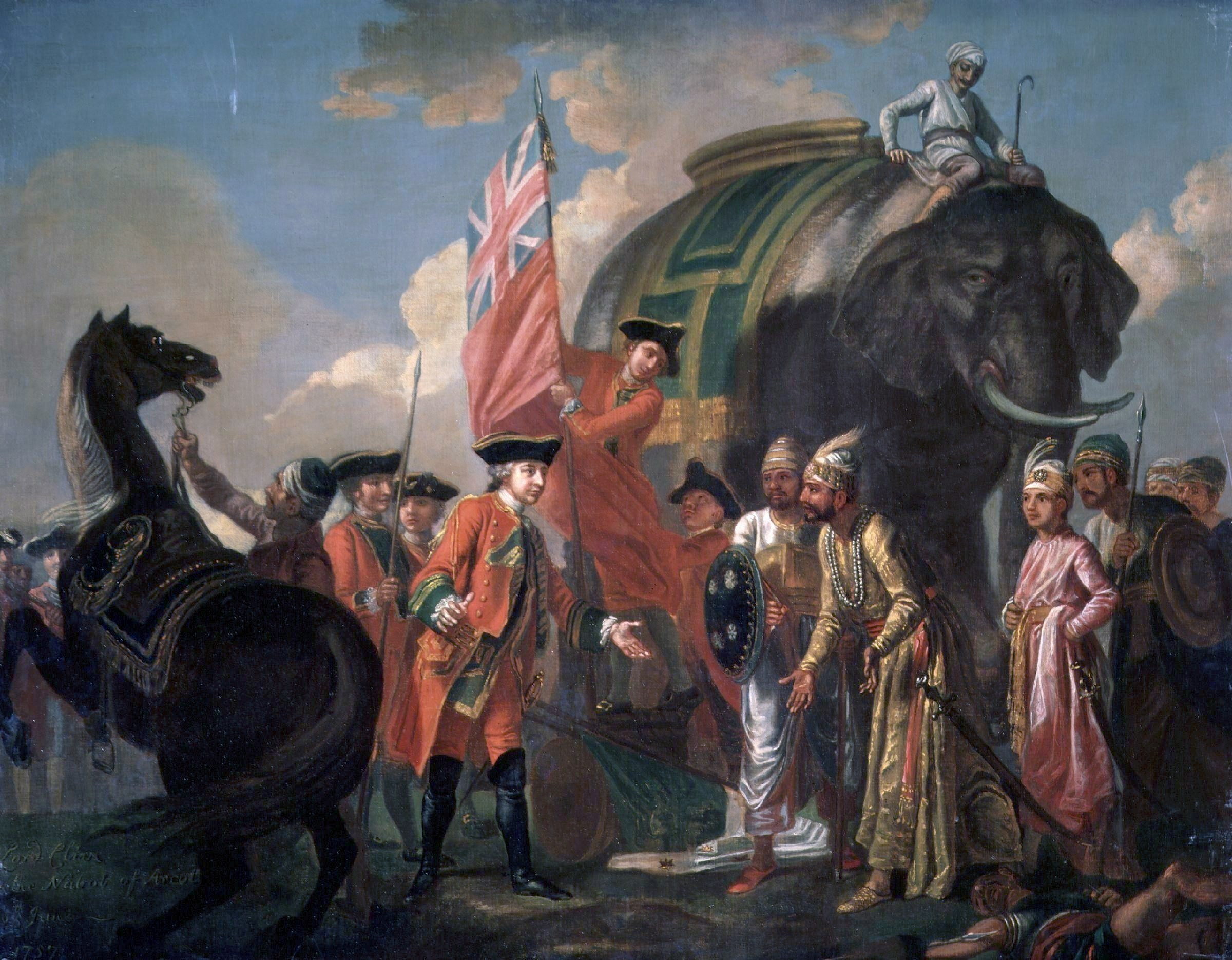
Plassey 1757, der Sieg gilt als der Beginn der britischen Herrschaft in Indien

- 2. Januar: Britische Truppen nehmen im Dritten Karnatischen Krieg Kalkutta in Bengalen ein.
- 23. Juni: In der Schlacht bei Plassey siegen Truppen der East India Company gegen die des Herrschers von Bengalen. Gilt als Beginn der britischen Kolonialherrschaft in Britisch-Indien.

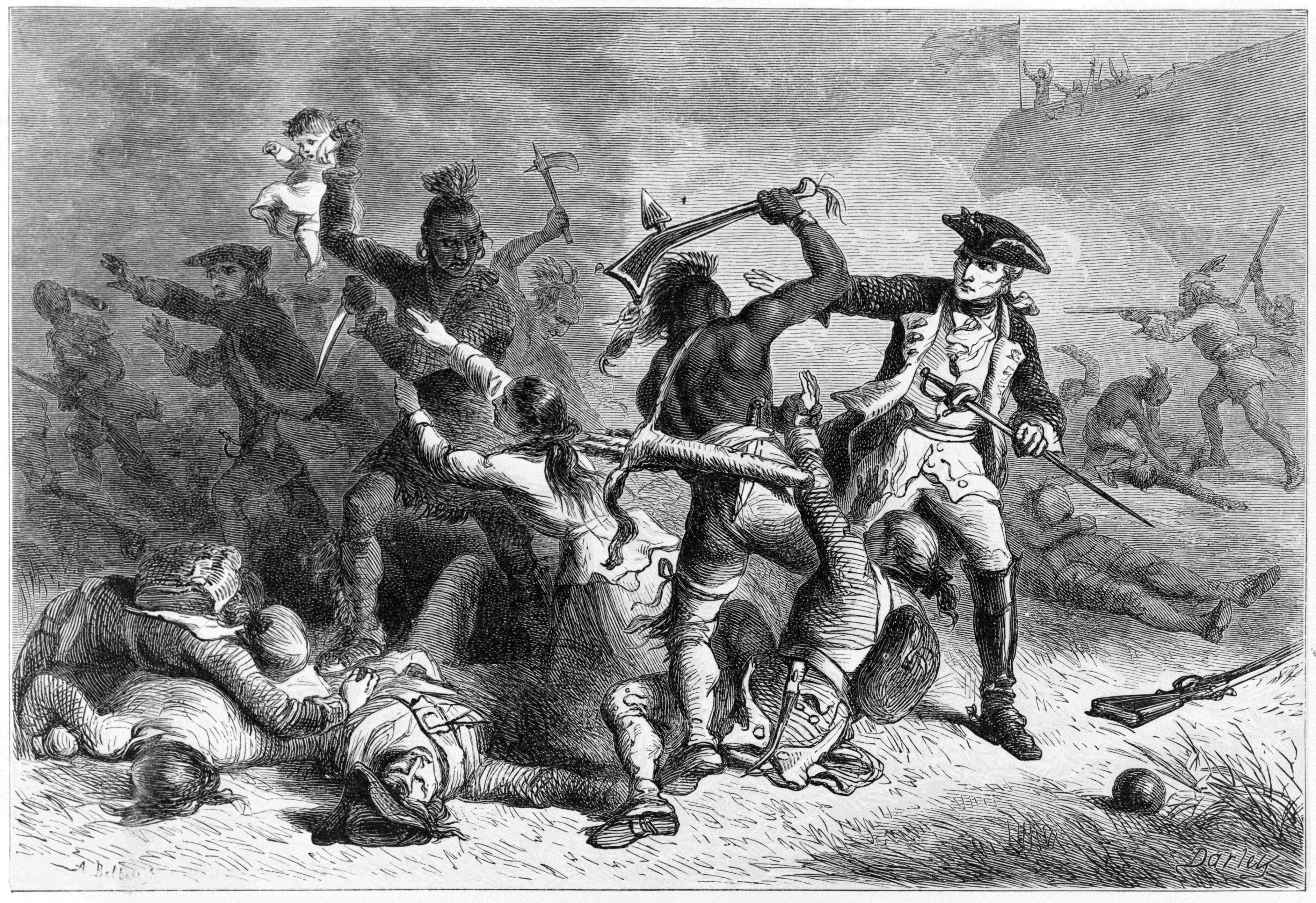
Montcalm versucht das Massaker aufzuhalten

- August: Im Franzosen- und Indianerkrieg wird Fort William Henry von den Franzosen unter Louis-Joseph de Montcalm belagert. Nach der Einnahme kommt es zu einem Massaker durch die beteiligten Indianerkämpfer, die mit den großzügigen Übergabebedingungen nicht einverstanden sind.

#### Weitere Ereignisse in Amerika

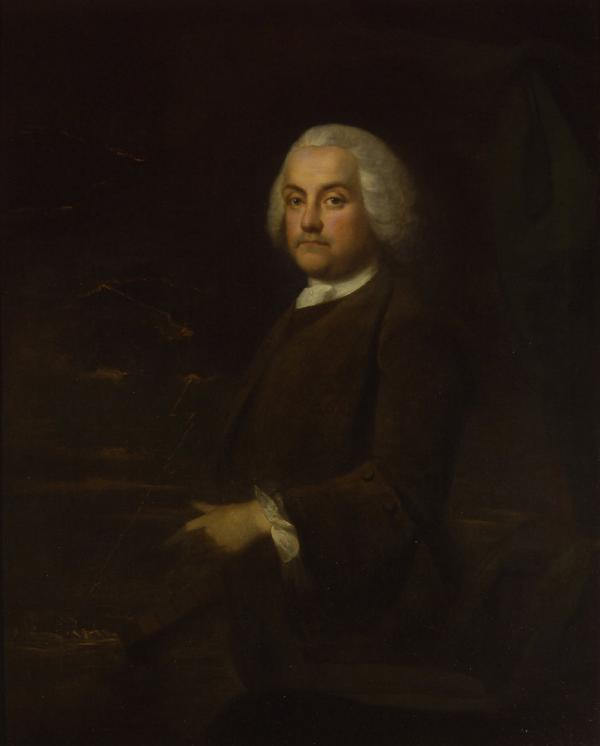
Franklin während seines Aufenthaltes in London, Porträt von Benjamin Wilson, um 1760

- Januar: Die Abgeordnetenversammlung der Province of Pennsylvania entsendet Benjamin Franklin als Bevollmächtigten nach London, um Steuerstreitigkeiten mit der Eigentümerfamilie Penn beizulegen.
- In Georgia tritt erstmals ein Gesetz in Kraft, durch das Weiße zur Bildung von Sklaven-Patrouillen verpflichtet werden. Die Aufgabe dieser Patrouillen besteht darin, zu kontrollieren, ob Sklaven, die sie nachts auf der Straße antreffen, sich dort rechtmäßig aufhalten. Hintergrund dieser Regelungen, die bis 1865 in Kraft bleiben, ist die Furcht vor möglichen Sklavenaufständen.

#### Osmanisches Reich
- 30. Oktober: Nach dem Tod von Osman III. folgt ihm sein Cousin Mustafa III. als Sultan des Osmanischen Reichs. Bei seinem Amtsantritt lässt er sich mit dem Schwert des Kalifen Omar gürten und demonstriert damit sein besonderes Interesse für das Rechtswesen und die Gerechtigkeit.

#### Weitere Ereignisse in Asien
- 18. Mai: Der birmanische Herrscher Alaungpaya aus der Konbaung-Dynastie erobert und zerstört Hongsawadi, die Hauptstadt des Mon-Königreiches Pegu. Am 28. Juli schließt er einen Vertrag mit der Britischen Ostindien-Kompanie.
- Francisco da Hornay III. wird Generalkapitän (Capitão-mor) von Solor und Timor und damit Herrscher der Volksgruppe der Topasse in den de jure portugiesischen Besitzungen auf den Kleinen Sundainseln. Seine Macht muss er mit Domingos da Costa II. teilen.

### Wirtschaft
- In Irland wird die Whiskybrennerei Locke’s Distillery gegründet.
- In Turin wird das Unternehmen Cinzano gegründet.

### Kultur
- Karneval: Die Oper Solimano von Davide Perez hat ihre Uraufführung im Palazzo Ajuda in Lissabon. Das Libretto stammt von Giovanni Ambrogio Migliavacca. Es ist bereits die zweite Version seines Solimano-Librettos.
- 11. März: Im Covent Garden Theatre in London wird das Oratorium The Triumph of Time and Truth, Händels letztes Werk, uraufgeführt. Die Textzusammenstellung wird Thomas Morell zugeschrieben.
- 31. Mai: Die Oper Anacréon des französischen Komponisten Jean-Philippe Rameau wird als Teil einer überarbeiteten Version des Opernballetts Les surprises de l'Amour an der Pariser Oper uraufgeführt. Das Werk, das nichts mit der gleichnamigen Oper des Komponisten aus dem Jahr 1754 gemeinsam hat, hat die Form eines Einakters acte de ballet und ein Libretto von Pierre-Joseph Bernard.
- Graf Iwan Iwanowitsch Schuwalow eröffnet in Sankt Petersburg die Akademie der Drei Edelsten Künste, die bis 1764 in seinem Haus untergebracht ist.
- Der Bau des Panthéons in Paris wird genehmigt. Bis zur Grundsteinlegung vergehen weitere sieben Jahre.

### Religion
- 17. April: Papst Benedikt XIV. hebt den Bann der römisch-katholischen Kirche gegen Werke auf, die ein heliozentrisches Weltbild enthalten.
- 5. Juli: Raymund Anton von Strasoldo wird im sechsten Wahlgang als Nachfolger des am 30. April verstorbenen Johann Anton II. von Freyberg zum Fürstbischof von Eichstätt gewählt.

## Historische Karten und Ansichten

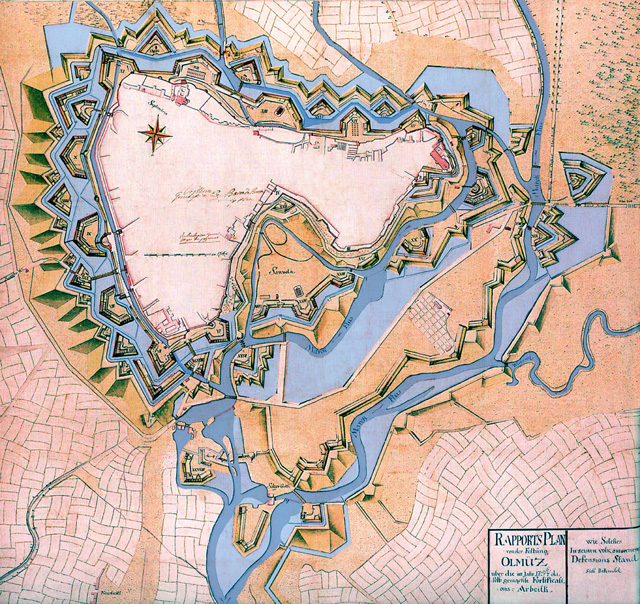
Olmütz 1757

## Geboren

### Erstes Quartal
- 03. Januar: Johann Abraham Sixt, deutscher Komponist († 1797)
- 06. Januar: Albrecht Wilhelm Roth, deutscher Botaniker († 1834)
- 07. Januar: Christian Friedrich Rieger, deutscher lutherischer Geistlicher († 1823)
- 09. Januar: John Adair, US-amerikanischer Politiker und Gouverneur von Kentucky († 1840)
- 10. Jänner: Joseph Kreutzinger, österreichischer Porträtmaler († 1829)
- 12. Januar: Bernhard Stöger, deutscher katholischer Theologe, Philosoph und Pädagoge († 1815)
- 16. Januar: Samuel McIntire, US-amerikanischer Architekt und Künstler († 1811)
- 18. Januar: Charles Pole, britischer Admiral († 1830)
- 18. Januar: Johann Conrad Winz, Schweizer Gerichtsschreiber, Plantagenleiter, Sklavenhändler und Politiker († 1828)
- 19. Januar: Auguste Reuß zu Ebersdorf, Herzogin von Sachsen-Coburg-Saalfeld († 1831)
- 21. Januar: Elijah Paine, US-amerikanischer Politiker († 1842)
- 27. Januar: Gomes Freire de Andrade, portugiesischer General († 1817)
- 30. Januar: Luise von Hessen-Darmstadt, Großherzogin von Sachsen-Weimar; „Retterin“ Weimars vor Napoleons Truppen († 1830)
- 000Februar: August Gottfried Wilhelm Andreae, preußischer Beamter († 1830)
- 03. Februar: Constantin François Volney, französischer Reisender und Geschichtsphilosoph († 1820)
- 10. Februar: Johann August Arens, deutscher Architekt, Landschaftsgestalter und Maler († 1806)
- 12. Februar: Ferdinand von Angern, deutscher Politiker († 1828)
- 21. Februar: Michel-Gabriel Paccard, französischer Arzt und Alpinist († 1827)
- 23. Februar: Magdalena Pauli, in Altona lebende Philanthropin († 1825)
- 01. März: Katharina Kest, Reichsgräfin von Ottweiler, Herzogin von Dillingen und Fürstin von Nassau-Saarbrücken († 1829)
- 04. März: Theodor Gottlieb Carl Keyßner, deutscher evangelischer Geistlicher und Pädagoge († 1837)
- 07. März: Johann Friedrich Lempe, deutscher Professor der Mathematik an der Bergakademie Freiberg († 1801)
- 11. März: Felicitas Agnesia Ritz, deutsche Sopranistin († 1835)
- 15. März: René Maugé, französischer Zoologe und Tiersammler († 1802)
- 16. März: Bengt Lidner, schwedischer Dichter († 1793)
- 21. März: James Sowerby, britischer Naturforscher, Zoologe und Maler († 1822)
- 24. März: James Wilkinson, US-amerikanischer General und erster Gouverneur von Louisiana († 1825)
- 29. März: Carl Axel Arrhenius, schwedischer Artillerieoffizier, Amateurgeologe und Chemiker († 1824)
- 30. März: Sophie Piper, schwedische Hofdame († 1816)

### Zweites Quartal
- 01. April: Gustaf Mauritz Armfelt, finnlandschwedischer Staatsmann, Militär und Diplomat († 1814)
- 01. April: Fabrizio Sceberras Testaferrata, maltesischer Kardinal († 1843)
- 03. April: French Laurence, englischer Richter und Politiker († 1809)
- 06. April: Georg Christian Franz Kübel, Bürgermeister von Heilbronn († 1834)
- 19. April: Edward Pellew, britischer Marineoffizier und Admiral († 1833)
- 22. April: Josef Mathias Grassi, österreichischer Historien- und Porträtmaler († 1838)
- 23. April: Alessandro Rolla, italienischer Violinspieler und Komponist († 1841)
- 25. April: Johann Tobias Lowitz, deutsch-russischer Chemiker und Pharmazeut († 1804)
- 26. April: Kilian Ponheimer der Ältere, österreichischer Kupferstecher († 1828)
- 27. April: Carl Johan Adlercreutz, schwedischer General († 1815)
- 28. April: Claus Schall, dänischer Komponist († 1835)
- 04. Mai: Benjamin Ferdinand Herrmann, deutscher evangelischer Geistlicher († 1837)
- 06. Mai: Veronika Gut, Unterstützerin des Nidwaldner Widerstandes gegen die Helvetik († 1829)
- 15. Mai: John Hely-Hutchinson, 2. Earl of Donoughmore, britischer General († 1832)
- 18. Mai: Karl Christian von Langsdorf, deutsch-litauischer Mathematiker († 1834)
- 25. Mai: Louis-Sébastien Lenormand, französischer Physiker, Erfinder und Pionier des Fallschirmspringens († 1837)
- 30. Mai: Henry Addington, 1. Viscount Sidmouth, britischer Politiker und Premierminister († 1844)
- 31. Mai: Friedrich Franz Xaver von Hohenzollern-Hechingen, österreichischer Feldmarschall († 1844)
- 07. Juni: Georgiana Cavendish, Duchess of Devonshire, englische Adelige († 1806)
- 09. Juni: Johann Rudolf Czernin, österreichischer Verwaltungsbeamter († 1845)
- 10. Juni: Ferdinand Fleck, deutscher Schauspieler († 1801)
- 18. Juni: Ignaz Josef Pleyel, österreichischer Komponist († 1831)
- 22. Juni: Andreas Schumann, deutscher Pädagoge und Autor († 1828)
- 22. Juni: George Vancouver, britischer Offizier der Royal Navy, Erforscher der nordamerikanischen Pazifikküste († 1798)

### Drittes Quartal
- 02. Juli: Ernst Konstantin von Schubert, deutscher Jurist und Beamter in Schweden, Schwedisch-Pommern und Preußen († 1835)

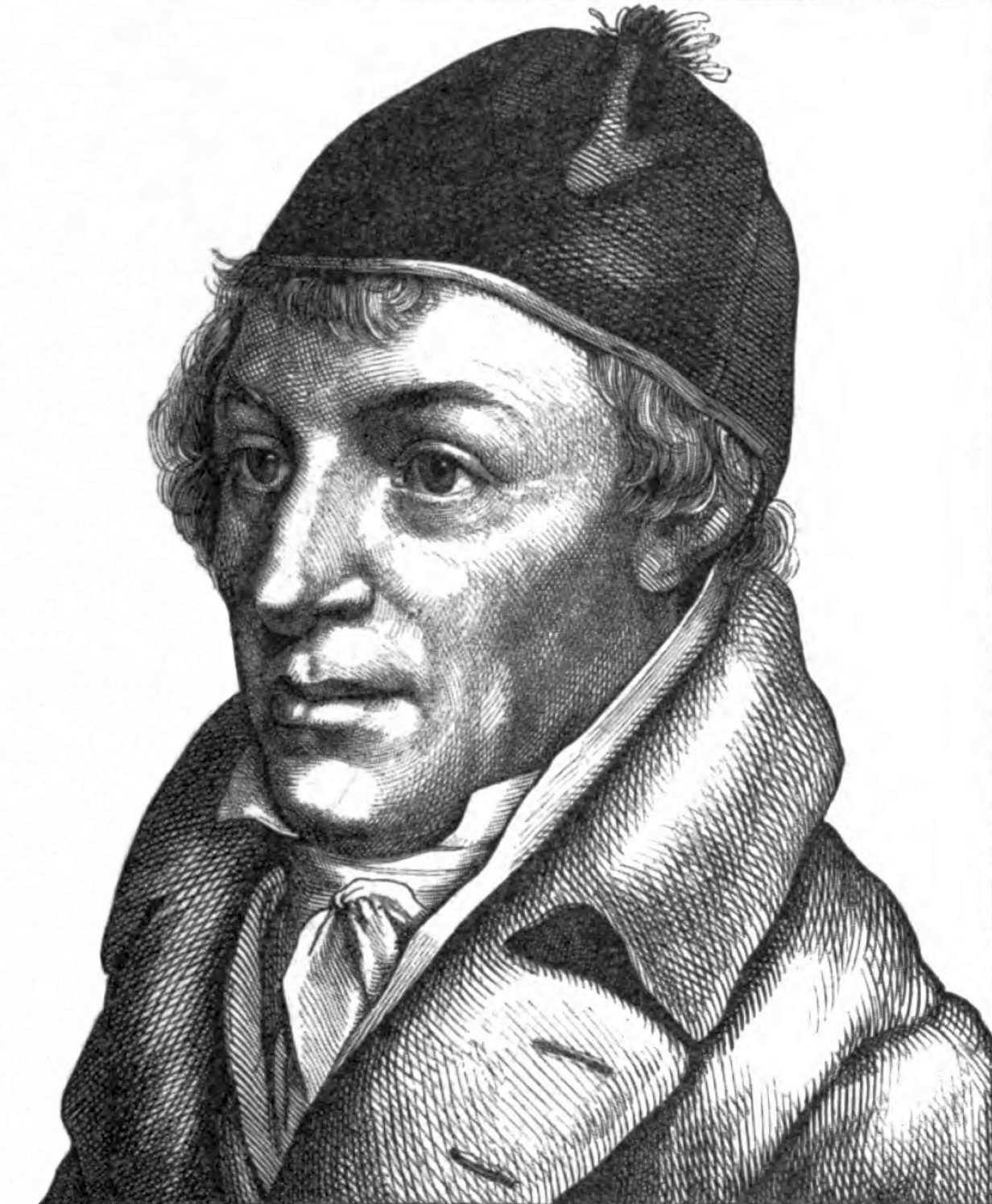
Johann Matthäus Bechstein

- 11. Juli: Johann Matthäus Bechstein, deutscher Naturforscher, Forstwissenschaftler und Ornithologe († 1822)
- 13. Juli: Thomas Rowlandson, britischer Maler und Karikaturist († 1827)
- 15. Juli: Marianne Reussing, deutsche Romanautorin († 1831)
- 25. Juli: Hans Jakob von Auerswald, preußischer Landhofmeister († 1833)
- 02. August: Johann Heinrich Schmidt, deutscher Maler († 1821)
- 04. August: Wladimir Lukitsch Borowikowski, russischer Porträtmaler († 1825)
- 04. August: John James Beckley, US-amerikanischer Leiter der Library of Congress († 1807)
- 07. August: Abbondio Bernasconi, Schweizer Politiker († 1822)
- 09. August: Elizabeth Schuyler Hamilton, US-amerikanische Philanthropin († 1854)
- 09. August: Thomas Telford, britischer Baumeister († 1834)
- 12. August: Louisa Stuart, britische Schriftstellerin († 1851)
- 13. August: James Gillray, britischer Karikaturist († 1815)
- 17. August: Adam von Bartsch, österreichischer Künstler und Kunstschriftsteller und Begründer der systematisch-kritischen Graphikwissenschaft († 1821)
- 19. August: Jean-Baptiste Annibal Aubert du Bayet, französischer Politiker und General († 1797)
- 23. August: Marie Magdalene Charlotte Ackermann, deutsche Schauspielerin († 1775)
- 25. August: Carl Friedrich Leopold von Gerlach, Berliner Oberbürgermeister († 1813)
- 03. September: Carl August, Herzog und Großherzog von Sachsen-Weimar-Eisenach († 1828)
- 04. September: Christophine Reinwald, Schwester Friedrich Schillers († 1847)
- 04. September: Levin Winder, US-amerikanischer Politiker († 1819)
- 06. September: August Friedrich Langbein, deutscher Dichter und Romanschriftsteller († 1835)

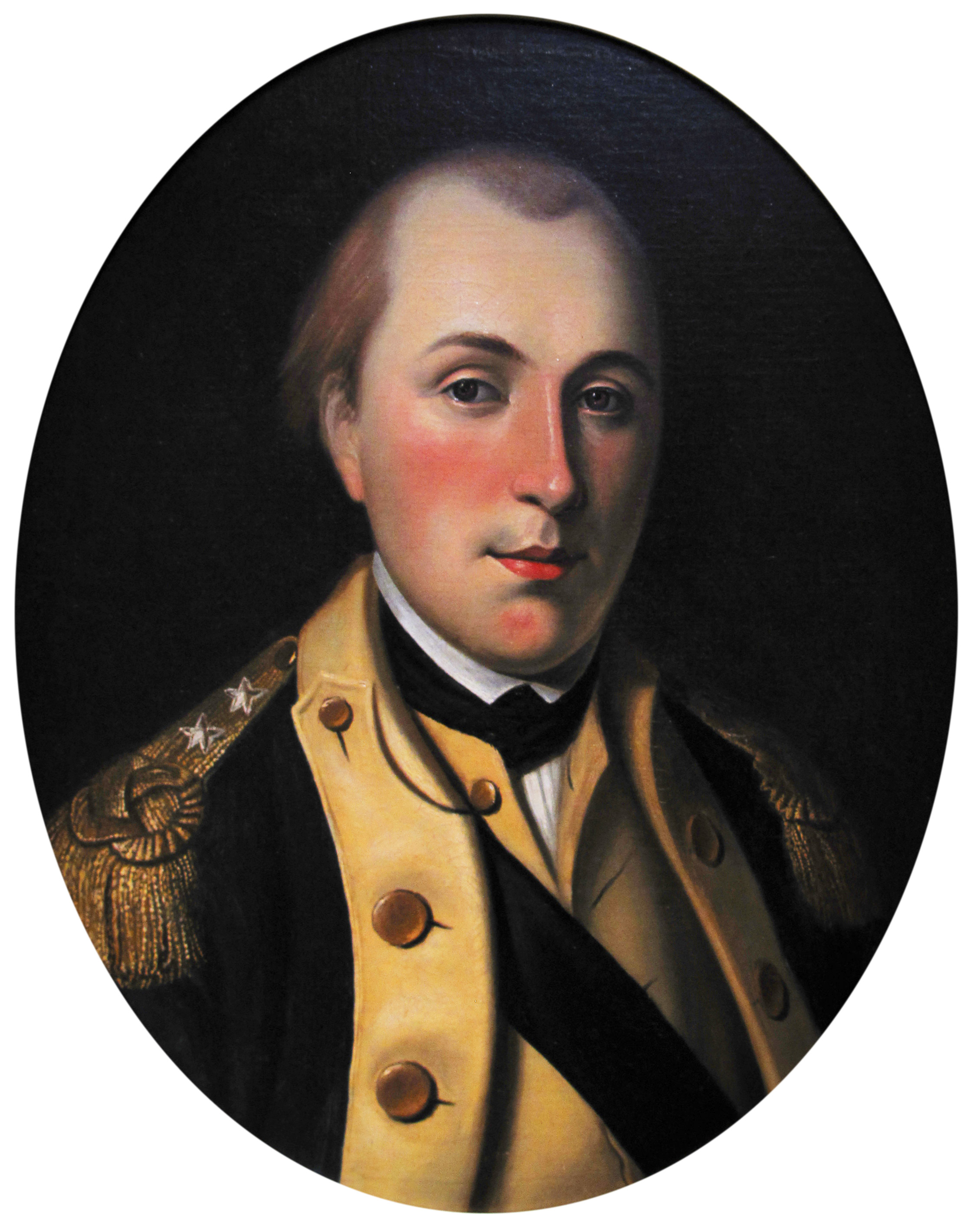
La Fayette

- 06. September: Marie-Joseph Motier, Marquis de La Fayette, französischer General und Politiker († 1834)
- 12. September: John Brown, US-amerikanischer Politiker († 1837)
- 14. September: Jean-Jacques Lequeu, französischer Architekt († 1826)
- 16. September: Alexander Ferdinand von Mellentin, königlich-sächsischer Generalmajor († 1823)
- 21. September: James Jackson, US-amerikanischer Politiker († 1806)
- 22. September: Cyrus-Marie-Alexandre de Timbronne de Valence, französischer General († 1822)
- 26. September: Maria Amalie von Sachsen, Herzogin von Pfalz-Zweibrücken und Äbtissin des Damenstifts St. Anna in München († 1831)
- 27. September: Henric Schartau, schwedischer Priester und Prediger († 1825)

### Viertes Quartal
- 03. Oktober: Amalie Tischbein, deutsche Zeichnerin, Miniaturmalerin und Radiererin († 1839)
- 04. Oktober: Othneil Looker, US-amerikanischer Politiker († 1845)
- 05. Oktober: Louise-Adélaïde de Bourbon-Condé, französische Prinzessin und benediktinische Klostergründerin († 1824)
- 05. Oktober: Charles de Lameth, französischer General († 1832)

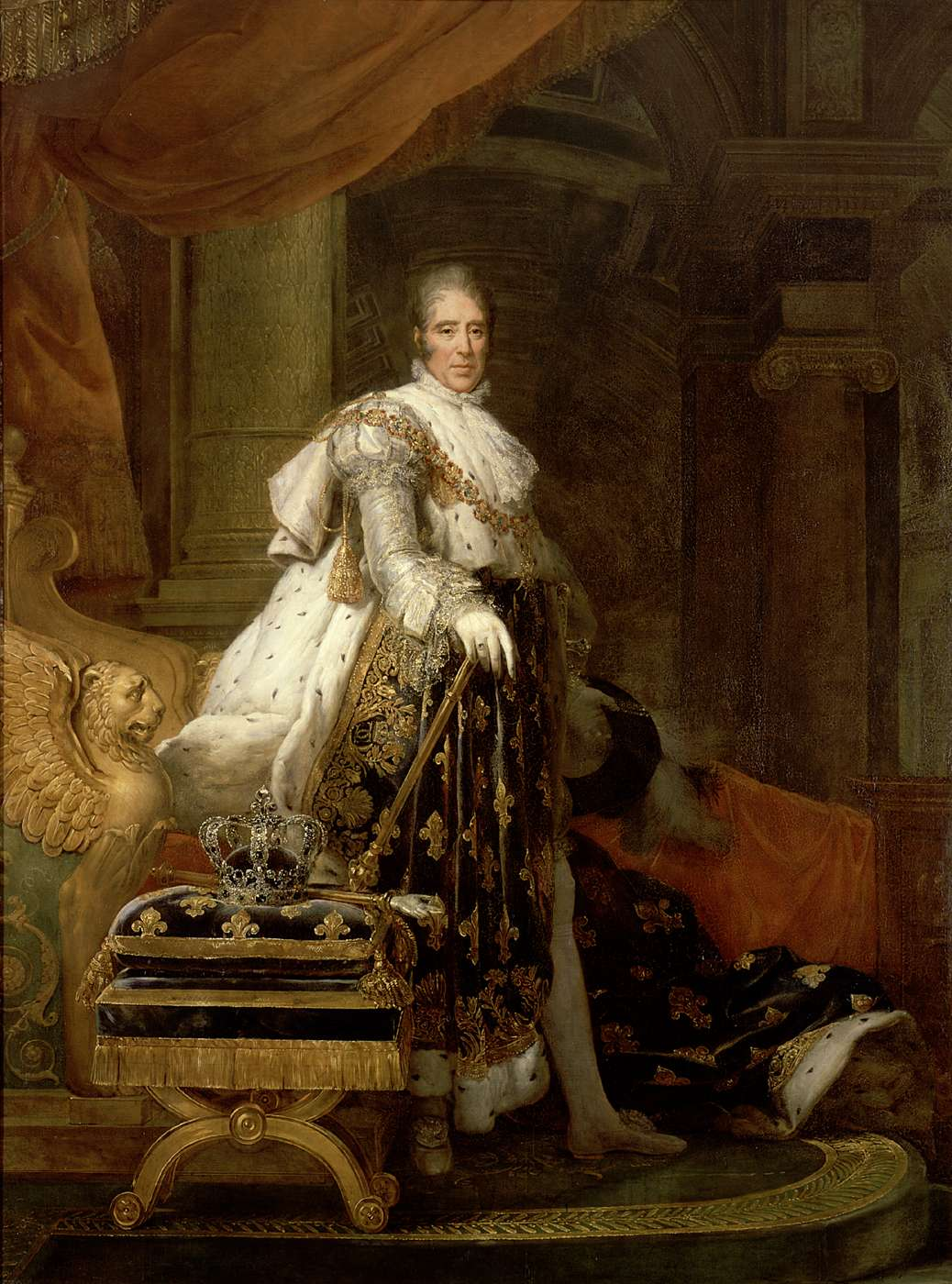
Karl X. von Frankreich

- 09. Oktober: Karl X., König von Frankreich († 1836)
- 10. Oktober: Erik Acharius, schwedischer Botaniker und Arzt († 1819)
- 13. Oktober: Franz Aglietti, italienischer Arzt († 1836)
- 14. Oktober: Charles Abbot, 1. Baron Colchester, britischer Politiker († 1829)
- 21. Oktober: Charles Pierre François Augereau, französischer General, Marschall von Frankreich († 1816)
- 25. Oktober: Heinrich Friedrich Karl vom und zum Stein, preußischer Politiker († 1831)
- 26. Oktober: Charles Pinckney, US-amerikanischer Politiker († 1824)
- 26. Oktober: Carl Leonhard Reinhold, österreichischer Aufklärer († 1823)
- 26. Oktober: Asher Robbins, US-amerikanischer Politiker († 1845)
- 27. Oktober: Seerp Gratama, niederländischer Rechtswissenschaftler († 1837)
- 01. November: Antonio Canova, italienischer Bildhauer († 1822)
- 01. November: Johann Georg Rapp, deutscher Pietistenführer († 1847)
- 02. November: Andreas Battier, Schweizer evangelischer Geistlicher († 1793)
- 03. November: Robert Smith, US-amerikanischer Außenminister († 1842)
- 04. November (oder 8. November): Francis de Rottenburg, britischer General und Militärschriftsteller († 1832)
- 05. November: Joseph Anderson, US-amerikanischer Politiker († 1837)
- 10. November: Martin Span, österreichischer Pädagogen und Autor († um 1840)
- 15. November: Jacques-René Hébert, französischer Revolutionär († 1794)
- 28. November: William Blake, englischer Dichter, Naturmystiker, Maler und der Erfinder der Reliefradierung († 1827)
- 29. November: Karl Ehrenfried Günther, deutscher Pädagoge und Rektor († 1826)
- 07. Dezember: Dwight Foster, US-amerikanischer Politiker († 1823)
- 11. Dezember: Charles Wesley junior, englischer Organist und Komponist († 1834)

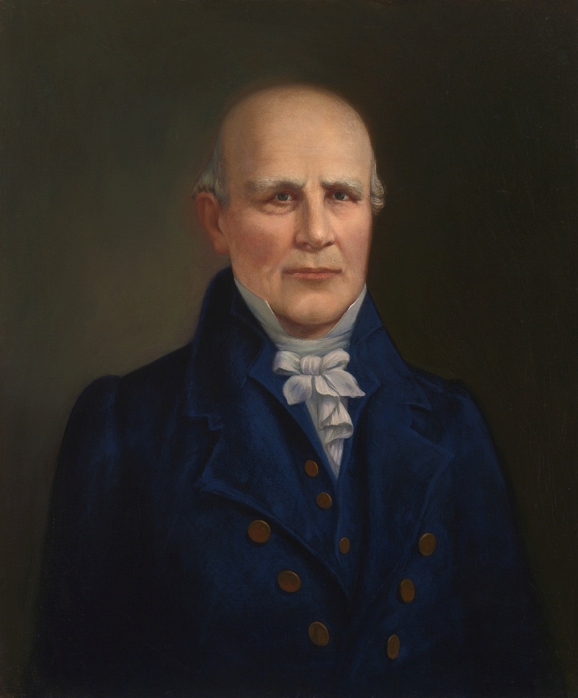
Nathaniel Macon

- 17. Dezember: Nathaniel Macon, US-amerikanischer Politiker († 1837)
- 19. Dezember: Philippe Guerrier, Präsident von Haiti († 1845)
- 25. Dezember: Johann Wilhelm Christian Brühl, deutscher Mediziner und Hochschullehrer († 1806)
- 25. Dezember: Benjamin Pierce, US-amerikanischer Politiker († 1839)
- 28. Dezember: Reinhard Woltman, deutscher Wasserbauingenieur († 1837)
- 31. Dezember: Johann Daniel Hensel, deutscher Pädagoge, Schriftsteller und Komponist († 1839)

### Genaues Geburtsdatum unbekannt
- Wenzel Edler von Ankerberg, deutscher Schachspieler, Beamter und Numismatiker († 1824)
- Johann Nicolaus Apel, deutscher Autor, Doktor der Philosophie, Naturforscher, Konstrukteur und Politiker († 1823)
- Friedrich Theodor Bach, preußischer Beamter († 1815)
- Richard Brent, US-amerikanischer Politiker († 1814)
- William Bryant, englischer Fischer und Sträfling († 1791)
- Agnes Ibbetson, britische Botanikerin († 1823)
- Józef Kozłowski, polnischer Komponist († 1831)
- Peter Linkletter, britischer Seemann auf der Bounty († 1789)
- Charles Norman, britischer Seemann auf der Bounty († 1793)
- William S. Pennington, US-amerikanischer Politiker († 1826)
- Therese Rosenberg, österreichische Schauspielerin († nach 1813)
- Franz Philipp Adolph Schouwärt, deutscher Theaterschauspieler († 1796)

### Geboren um 1757
- Enderûnlu Fâzıl, osmanischer Diwan- und Masnawī-Dichter sowie Satiriker († 1810)

## Gestorben

### Januar bis April
- 06. Januar: Bernhard Friedrich von Ahlimb, preußischer Oberst und Kommandeur der Garnison in Magdeburg (* 1699)
- 09. Januar: Bernard le Bovier de Fontenelle, französischer Schriftsteller (* 1657)
- 23. Januar: Joseph III., Patriarch der Chaldäisch-katholischen Kirche
- 24. Januar: Francesco Robba, italienischer Bildhauer (* 1698)
- 25. Januar: Ottavio Piccolomini, Herzog von Amalfi, kaiserlicher General, Reichsfürst und Grundherr der ostböhmischen Herrschaft Nachod (* 1698)
- 26. Januar: René Louis d’Argenson, französischer Adeliger und Minister (* 1694)
- 02. Februar: Beat Holzhalb, Schweizer Pietist (* 1693)
- 08. Februar: Bernd Siegmund von Blankensee, königlich-preußischer Generalmajor, Träger des Pour le Mérite (* 1693)
- 11. Februar: Mauro D’Alay, italienischer Violinist und Komponist (* um 1687)
- 21. Februar: Georg Franz Ebenhech, deutscher Bildhauer, Stuckateur und Elfenbeinschnitzer (* um 1710)
- 25. Februar: Giovanni Paolo Bellinzani, italienischer Priester, Komponist und Musiker
- 01. März: Edward Moore, englischer Dramatiker und Schriftsteller (* 1712)
- 06. März: Adolf Friedrich von Langermann, preußischer Generalmajor (* 1694/95)
- 06. März: Franz Konrad von Stadion und Thannhausen, Fürstbischof von Bamberg (* 1679)
- 07. März: Alphonse Marie Louis de Saint-Sévérin d’Aragon, französischer Diplomat und Minister (* 1705)
- 10. März: Johann Joseph von Trautson, österreichischer Erzbischof der Erzdiözese Wien und Kardinal (* 1707)
- 12. März: Giuseppe Galli da Bibiena, italienischer Architekt und Bühnenbildner (* 1696)
- 14. März: John Byng, englischer Admiral (* 1704)
- 20. März: Johann Paul Kunzen, deutscher Komponist und Organist (* 1696)
- 27. März: Johann Stamitz, böhmischer Violinist, Kapellmeister und Komponist (* 1717)
- 28. März: Robert François Damiens, französischer Attentäter (* 1715)
- 04. April: Maurus Xaverius Herbst, Benediktiner und Abt des Klosters Plankstetten (* 1701)
- 04. April: Spencer Phips, britischer Kolonialpolitiker, Gouverneur der Province of Massachusetts Bay (* 1685)
- 15. April: Franz Joseph Spiegler, deutscher Maler (* 1691)
- 15. April: Rosalba Carriera, italienische Malerin (* 1675)
- 16. April: Daniel Gran, österreichischer Maler (* 1694)
- 30. April: Johann Anton II. von Freyberg, Fürstbischof des Hochstiftes Eichstätt (* 1674)

### Mai bis August
- 06. Mai: Georg Friedrich von Amstel, preußischer Generalmajor und Kommandant (* 1690)
- 06. Mai: Friedrich Wilhelm III., Herzog von Schleswig-Holstein-Sonderburg-Beck (* 1723)
- 06. Mai: Kurt Christoph Graf von Schwerin, preußischer Generalfeldmarschall (* 1684)
- 05. Juni: Bernhardine Christiane Sophie von Sachsen-Weimar-Eisenach, Fürstin von Schwarzburg-Rudolstadt (* 1724)
- 10. Juni: Benedikt von Ahlefeldt, Gutsherr der holsteinischen Güter Jersbek und Stegen (* 1678)
- 10. Juni: Christoph Treutmann, deutscher Orgelbauer (* um 1673)
- 11. Juni: Martin Aumüller, böhmischer Bildhauer und Holzschnitzer (* 1697)
- 15. Juni: Johann Caspar Bagnato, Pfälzer Baumeister (* 1696)
- 26. Juni: Maximilian Ulysses Browne, irisch-österreichischer Feldmarschall (* 1705)
- 27. Juni: Christoph Hermann von Manstein, preußischer General (* 1711)
- 28. Juni: Sophie Dorothea von Hannover, Königin von Preußen, Gattin des Soldatenkönigs Friedrich Wilhelm I. (* 1687)
- 02. Juli: Johanna Elisabeth von Baden-Durlach, Herzogin von Württemberg (* 1680)
- 05. Juli: Jean-Joseph Vadé, französischer Komponist und Schriftsteller (* 1719)
- 22. Juli: Louis-Antoine Dornel, französischer Organist und Komponist (* 1680)
- 23. Juli: Domenico Scarlatti, italienischer Komponist (* 1685)
- 03. August: Karl Wilhelm Friedrich, Fürst von Brandenburg-Ansbach (* 1712)
- 05. August: Antoine Pesne, französischer Hofmaler in Preußen (* 1683)
- 28. August: David Hartley, englischer Philosoph und Psychologe (* 1705)
- 31. August: Jonathan Belcher, britischer Politiker, Gouverneur von Massachusetts, New Hampshire und New Jersey (* 1682)
- 000August: Johann Heinrich Müslin, Schweizer Pietist (* 1682)

### September bis Dezember
- 03. September: Anna Catharina von Passow, dänische Schauspielerin und Autorin (* 1731)
- 08. September: Just Wiedewelt, dänischer Bildhauer (* 1677)
- 08. September: Hans Karl von Winterfeldt, preußischer General (* 1707)
- 13. September: Franz Pacák, böhmischer Bildhauer (* 1713)
- 18. September: Isabelle Charlotte von Nassau-Dietz, Fürstin von Nassau-Dillenburg (* 1692)
- 21. September: Amarsanaa, Dschungaren-Fürst (* 1720)
- 24. September: Aaron Burr, Sr., Geistlicher, Vater des gleichnamigen Vizepräsidenten der USA (* 1716)
- 25. September: Johann Christoph Sauer, erster deutscher Buchdrucker in Nordamerika (* 1695)
- 02. Oktober: Luigi Centurioni, italienischer Ordensgeneral (* 1686)
- 02. Oktober: Johann Adam Groß der Ältere, deutscher Baumeister (* 1697)
- 03. Oktober: Georg Abbt, Schweizer evangelischer Geistlicher (* 1716)
- 11. Oktober: Zacharias Hildebrandt, deutscher Orgelbauer (* 1688)
- 17. Oktober: René-Antoine Ferchault de Réaumur, französischer Wissenschaftler und Entomologe (* 1683)
- 24. Oktober: Augustin Simnacher, deutscher Orgelbauer (* 1688)
- 25. Oktober: Anton Sturm, deutscher Bildhauer (* 1690)
- 28. Oktober: Giovanna Astrua, italienische Opernsängerin (Sopran) (* 1720)
- 30. Oktober: Osman III., Sultan des Osmanischen Reichs (* 1699)
- 30. Oktober: Sir Edward Vernon, englischer Admiral (* 1684)
- 05. November: Catharina Elisabeth Heinecken, deutsche Malerin, Kunstgewerblerin und Alchemistin (* 1683)
- 06. November: François de Broglie, französischer Offizier (* 1720)
- 08. November: Pierre Prowo, deutscher Komponist und Organist (* 1697)
- 11. November: Deep Singh, indischer Märtyrer der Sikh-Religion (* 1682)
- 12. November: Colley Cibber, britischer Theaterleiter, Impresario, Dramatiker und Dichter (* 1671)
- 17. November: Maria Josepha von Österreich, österreichische Erzherzogin, Kurfürstin von Sachsen und Königin von Polen (* 1699)
- 21. November: Johann Konrad Brandenstein, deutscher Orgelbauer (* 1695)
- 23. November: Johann Hinrich Klapmeyer, deutscher Orgelbauer (* 1690)
- 01. Dezember: Johann Leonhard Prey, deutscher Architekt und Steinmetz (* um 1700)
- 05. Dezember: Ernst Gottlieb von Attems, Bischof von Laibach (* 1694)
- 05. Dezember: Johann Ernst Hebenstreit, deutscher Mediziner (* 1702)
- 05. Dezember: Gustav Adolf zu Stolberg-Gedern, kaiserlich-königlicher Generalfeldwachtmeister (* 1722)
- 30. Dezember: Andreas Faulhaber, deutscher Kaplan und Märtyrer der Grafschaft Glatz (* 1713)

### Genaues Todesdatum unbekannt
- Robert Balfour, 5. Lord Balfour of Burleigh, schottischer Adeliger, Jakobit und Mörder
- Kelsang Gyatsho, siebter Dalai Lama (* 1708)
- Johannes Kohlhaas der Ältere, deutscher Orgelbauer (* 1691)
- François Martin, französischer Komponist und Cellist (* um 1727)

### Gestorben um 1757
- Jean-Baptiste Masse, französischer Komponist und Cellist (* um 1700)